# Kopiec (Rzędziszowice)
Kopiec – przysiółek wsi Rzędziszowice w Polsce, położony w województwie dolnośląskim, w powiecie trzebnickim, w gminie Zawonia.
W latach 1975–1998 przysiółek położony był w województwie wrocławskim.